# Colorpoint shorthair
Pour un article plus général, voir Siamois (chat).
 (mai 2025).
Le colorpoint shorthair est une race de chat originaire de Thaïlande. Ce chat de taille moyenne est caractérisé par sa robe colourpoint et ses yeux bleus.
Le colorpoint shorthair est reconnu uniquement par la CFA. Elle regroupe les siamois ancien type et les siamois aux couleurs différentes des quatre traditionnelles autorisées.

## Origines
Les origines du colorpoint shorthair sont les mêmes que celles du siamois puisqu'il s'agit de la même race.
La race descendrait des chats sacrés des temples du Siam. On pense qu'ils étaient précieusement défendus et élevés par les rois du Siam et l'on a retrouvé des manuscrits datant de 1350 mentionnant ces chats aux extrémités colorées.
En 1884, les siamois quittent pour la première fois leur berceau asiatique et furent très rapidement appréciés dans le monde entier.
Dès 1950, le physique du siamois change par la volonté des éleveurs. Bien que ce soit des chats déjà longilignes leur silhouette devient encore plus fine, leurs oreilles plus grandes, les pattes s'affinent et leur tête peut paraitre grande par rapport au corps. Certains éleveurs ont toutefois gardés des sujets appelés « traditionnels », gardant un physique plus proche du siamois d'origine. Ces siamois ne sont presque plus reconnus par les associations dans le monde.
Une race nommée Thaï fait également polémique. Pour certains, ce sont les siamois traditionnels pour d'autres c'est une race artificielle dans le but de retrouver ce physique « ancien type ».
La CFA crée le standard pour le colorpoint shorthair afin d'y regrouper les siamois traditionnels et ceux dont la couleur ne fait pas partie des quatre couleurs traditionnellement reconnues aux États-Unis (seal, chocolat, bleu et lila).

## Standards
La silhouette du colorpoint shorthair est longue et svelte, les pattes longues et fines mais en restant proportionnées aux corps. Les pattes postérieurs sont légèrement plus hautes que les antérieurs et les pieds sont ovales. La queue est longue et fine.
La tête est de taille moyenne de forme triangulaire et bien proportionnée avec le reste du corps. Le museau est fin et le nez long et droit. Les yeux sont toujours de couleur bleue, espacés de maximum une largeur d'œil. Ils sont en forme d'amande. Les oreilles sont larges à la base, pointues et en harmonie avec les traits de la tête. Elles sont moins grandes que chez les siamois actuels.
La fourrure est courte, fine et brillante. Elle doit être bien couchée sur le corps. La seule robe acceptée est le colourpoint. Les couleurs reconnues sont le roux et le crème et les couleurs suivantes, uniquement en tabby : bleu, bleu-crème, chocolat, chocolat-tortue, crème, lila, lila-crème, roux, seal et seal-tortue. Les quatre couleurs traditionnelles sont également reconnues mais plus rares. 
Des croisements avec le siamois sont autorisés jusqu'en 2019.

## Caractère
Comme beaucoup de chats orientaux, le colorpoint shorthair serait très attaché à son propriétaire, qualifié de « chat-chien ». Il serait aussi bavard, extraverti, vif et demanderait de l'attention. C'est un chat qui n'aimerait pas la solitude. Ces traits de caractère restent toutefois parfaitement individuels et sont fonction de l'histoire de chaque chat.